# Paige VanZant
Paige Michelle Vanderford (född Paige Michelle Sletten, känd professionellt som Paige VanZant), född 26 mars 1994 i Newport, är en amerikansk MMA-utövare som sedan 2014 tävlar i organisationen Ultimate Fighting Championship.

## Tidigt liv
VanZant föddes i Dundee, Oregon, och växte upp i Sherwood, Oregon, båda nära Portland. Hennes föräldrar ägde en dansstudio och hon växte upp med att dansa balett, jazz och hiphop i över 13 år. Som tonåring dök hon upp i en moppreklam för Bissell. Hon ansågs vara en pojke under uppväxten och älskade att vara utomhus; hennes fritidsintressen var bland annat att cykla och fiska. På gymnasiet blev hon regelbundet mobbad av en grupp tjejer. I mobbningen ingick att håna hennes efternamn Sletten, som eleverna ändrade till "Slutton". Hon bytte så småningom sitt efternamn lagligt till VanZant på grund av den ihållande mobbningen. Hon valde "VanZant" eftersom det var en av hennes mammas elevers efternamn och hon gillade hur det lät. Men hon har noterat denna erfarenhet som en av anledningarna till att hon gillar att vara en kampsportare och ha förmågan att försvara sig själv.

## Kampstil
VanZant angriper vanligtvis med aggressiv grappling och försöker sedan avsluta kampen med strejker. Hennes stil inkluderar mark-and-pound, smutsig boxning och ett brett utbud av clinch-slag. När hon står, kommer hon ofta att flytta kampen mot staketet och använda knän, armbågar, underarmar, slag och kast.
VanZant är känd för det konstanta trycket hon utövar när hon kämpar. Om en motståndare undkommer hennes clinch, kommer hon vanligtvis att försöka stänga avståndet igen inom några ögonblick. På UFC Fight Night 57 kämpade Kailin Curran för att etablera räckvidd mot VanZant. Under deras trerundor hölls Felice Herrig upprepade gånger nere av VanZants grappling. Den första fightern som besegrade VanZant, Tecia Torres, undvek i stort sett sin clinch när hon attackerade med slag nära mitten av buren. Medan hon slåss på avstånd, attackerar hon vanligtvis med höga sparkar och slag. Hon krediterar sina tidigare erfarenheter av dans med sin förmåga att utföra flexibla och smidiga rörelser i sina slagsmål; hon visade detta när hon slog ut Bec Rawlings med en hoppspark som gav henne en "Performance of the Night"-bonus.
Förutom hennes slående har VanZant ett blått bälte i brasiliansk Jiu-Jitsu.